# Zajišťovací brzda

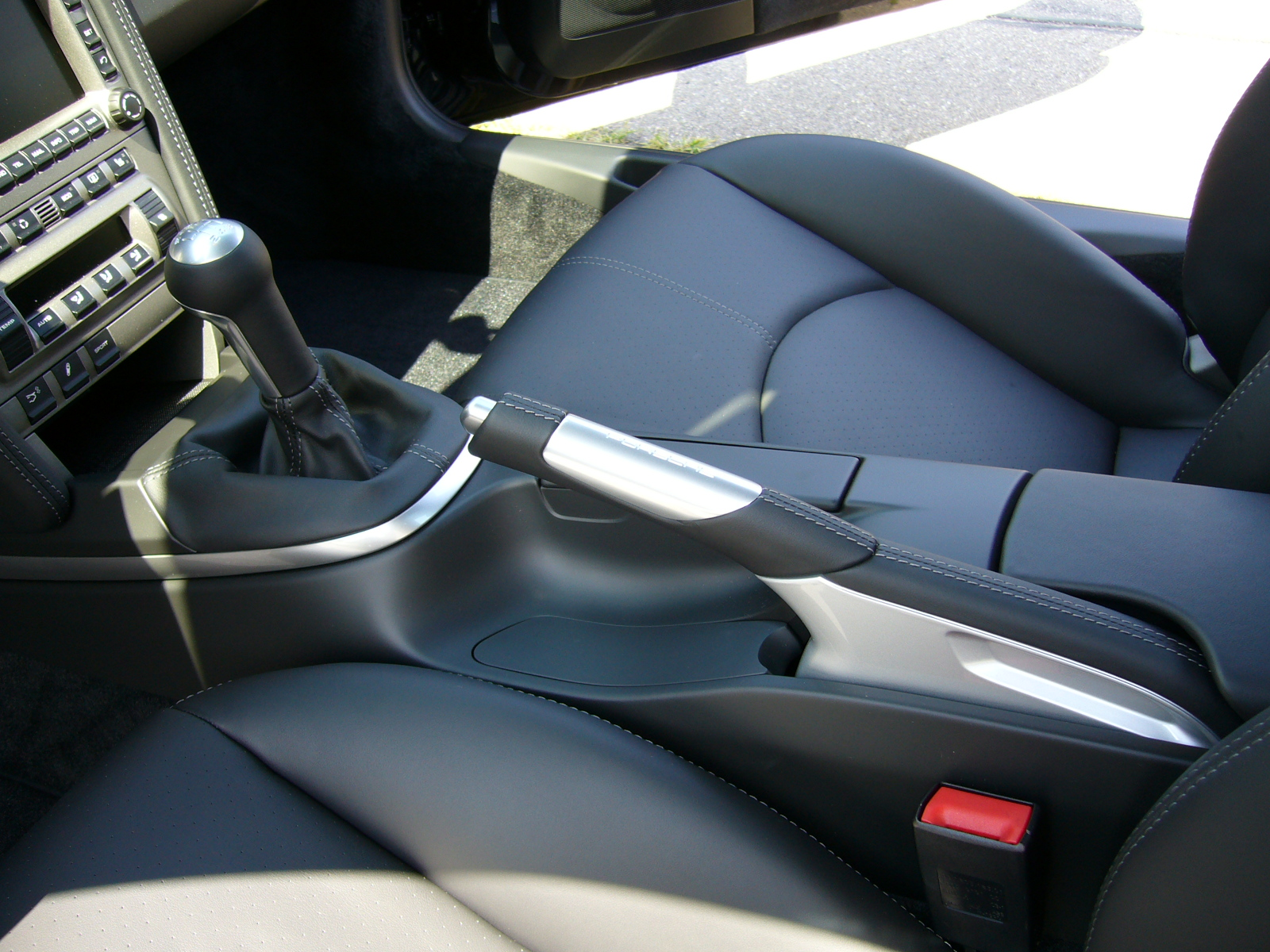
Páka ruční brzdy automobilu Porsche

Zajišťovací brzda slouží k dlouhodobému odstavení vozidla. Má dvě polohy: zabrzděno, odbrzděno. Zajištění je buď ruční, pružinové, nebo kolejnicové s permanentním magnetem.
U nákladních automobilů, autobusů a drážních vozidel je z bezpečnostních důvodů zajišťovací brzda konstruována jako samočinná, kdy zabrzděná je silou pružin a odbrzděná silou proti této pružině třeba elektromagnetem, hydraulickým olejem či vzduchem.
U osobních automobilů se zajišťovací brzda nazývá parkovací brzda či ruční brzda. Je to buď mechanická ruční brzda ve formě páky a nebo nověji elektronická ruční brzda ve formě tlačítka, která je ale méně přehledná a konstrukčně složitější.

## Typy parkovacích brzd
| Typ brzdy        | Mechanismus                                 | Výhody                                | Nevýhody                      |
| ---------------- | ------------------------------------------- | ------------------------------------- | ----------------------------- |
| Manuální brzda   | Ovládání pákou nebo pedálem, ocelová lana   | Jednoduchá, spolehlivá, levná         | Vyžaduje fyzickou sílu řidiče |
| Elektrická brzda | Ovládání tlačítkem, elektronické komponenty | Pohodlná, integrace s dalšími systémy | Vyšší cena, složitější opravy |

Podle typu zadních brzd vozidla se rozlišují tři typy parkovacích brzd:[zdroj?]
- parkovací brzda pro vozidlo vybavené brzdovými bubny a brzdovými čelistmi,
- parkovací brzda pro vozidlo vybavené zadními brzdovými kotouči a brzdovými třmeny,
- parkovací brzda pro vozidlo vybavené zadními brzdovými bubnokotouči a brzdovými čelistmi i třmeny.

Parkovací brzda funguje buď zcela separátně od hlavního brzdného systému (u bubnokotoučů), nebo používá stejné brzdicí zařízení jako hlavní brzdový systém (brzdové čelisti nebo brzdové obložení v brzdovém třmenu), ale ovládání těchto komponent je na hlavním brzdovém systému zcela nezávislé. Díky tomu lze brzdu ovládat i v případě selhání hlavního brzdového systému (např. únik brzdové kapaliny). 